# あの日に帰りたい (バラエティー番組)
『あの日に帰りたい』（あのひにかえりたい）とはTBS系列にて2008年から2014年まで放送されたダイエットをテーマにしたドキュメントバラエティ・特別番組である。ハイビジョン制作。

## 概要
ある理由がきっかけで太ってしまった体重100kg以上の女性がダイエットで元の姿に変えていくドキュメンタリーである。過去に5回放送してきたが、2010年10月からは『時短生活ガイドSHOW』の後番組扱いで『激変!ミラクルチェンジ』（げきへん - ）としてレギュラー放送されたが、2011年3月30日にレギュラー放送終了。以後は再び特番に復し、2014年まで計11回（特別編2回を含む）放送された。

## 出演者
司会
- さまぁ〜ず（総合司会）
  - 大竹一樹
  - 三村マサカズ
- 石田純一（ダイエットマスター）
- 安東弘樹（TBSアナウンサー、アシスタント）

ナレーション
- 中井和哉
- 真地勇志（第6回のみ）

## 放送パート数・放送時間
| 放送回数 | 放送日 （曜日）           | 放送時間 （JST） |
| -------- | ------------------------- | ---------------- |
| 第1回    | 2008年10月21日 （火曜日） | 19:55 - 21:48    |
| 第2回    | 2009年7月14日 （火曜日）  | 19:55 - 21:48    |
| 第3回    | 2010年1月5日 （火曜日）   | 19:55 - 22:48    |
| 特別編①  | 2010年4月22日 （木曜日）  | 19:00 - 20:54    |
| 第4回    | 2010年7月8日 （木曜日）   | 19:00 - 20:54    |
| 第5回    | 2011年9月22日 （木曜日）  | 19:00 - 20:54    |
| 第6回    | 2012年2月9日 （木曜日）   | 19:00 - 20:54    |
| 第7回    | 2012年9月25日 （火曜日）  | 19:00 - 20:54    |
| 特別編②  | 2013年3月5日 （火曜日）   | 19:56 - 20:54    |
| 第8回    | 2013年3月13日 （水曜日）  | 19:00 - 20:54    |
| 第9回    | 2014年5月21日 （水曜日）  | 19:56 - 21:54    |

### 備考
第3・4回の内容の一部は元々『お茶の水ハカセ』で2009年11月24日と12月1日に『190kgダイエットを研究せよ!』で放送され、第3・4回放送後の更なる過程が『激変!ミラクルチェンジ』で2週に渡り放送された。

## ネット局

### 第1〜3回・第7回・特別編②
| 放送対象地域   | 放送局                    | 系列    | 放送日時 | 遅れ日数   |
| -------------- | ------------------------- | ------- | --- | ---------- |
| 関東広域圏     | TBSテレビ（TBS）          | TBS系列 | （第1回）2008年10月21日 19:55 - 21:48 （第2回）2009年7月14日 19:55 - 21:48 （第3回）2010年1月5日 19:55 - 22:48 （第7回）2012年9月25日 19:00 - 20:54 （特別編②）2013年3月5日 19:56 - 20:54 | 制作局     |
| 北海道         | 北海道放送（HBC）         | TBS系列 | （第1回）2008年10月21日 19:55 - 21:48 （第2回）2009年7月14日 19:55 - 21:48 （第3回）2010年1月5日 19:55 - 22:48 （第7回）2012年9月25日 19:00 - 20:54 （特別編②）2013年3月5日 19:56 - 20:54 | 同時ネット |
| 青森県         | 青森テレビ（ATV）         | TBS系列 | （第1回）2008年10月21日 19:55 - 21:48 （第2回）2009年7月14日 19:55 - 21:48 （第3回）2010年1月5日 19:55 - 22:48 （第7回）2012年9月25日 19:00 - 20:54 （特別編②）2013年3月5日 19:56 - 20:54 | 同時ネット |
| 岩手県         | IBC岩手放送（IBC）        | TBS系列 | （第1回）2008年10月21日 19:55 - 21:48 （第2回）2009年7月14日 19:55 - 21:48 （第3回）2010年1月5日 19:55 - 22:48 （第7回）2012年9月25日 19:00 - 20:54 （特別編②）2013年3月5日 19:56 - 20:54 | 同時ネット |
| 宮城県         | 東北放送（TBC）           | TBS系列 | （第1回）2008年10月21日 19:55 - 21:48 （第2回）2009年7月14日 19:55 - 21:48 （第3回）2010年1月5日 19:55 - 22:48 （第7回）2012年9月25日 19:00 - 20:54 （特別編②）2013年3月5日 19:56 - 20:54 | 同時ネット |
| 山形県         | テレビユー山形（TUY）     | TBS系列 | （第1回）2008年10月21日 19:55 - 21:48 （第2回）2009年7月14日 19:55 - 21:48 （第3回）2010年1月5日 19:55 - 22:48 （第7回）2012年9月25日 19:00 - 20:54 （特別編②）2013年3月5日 19:56 - 20:54 | 同時ネット |
| 福島県         | テレビユー福島（TUF）     | TBS系列 | （第1回）2008年10月21日 19:55 - 21:48 （第2回）2009年7月14日 19:55 - 21:48 （第3回）2010年1月5日 19:55 - 22:48 （第7回）2012年9月25日 19:00 - 20:54 （特別編②）2013年3月5日 19:56 - 20:54 | 同時ネット |
| 山梨県         | テレビ山梨（UTY）         | TBS系列 | （第1回）2008年10月21日 19:55 - 21:48 （第2回）2009年7月14日 19:55 - 21:48 （第3回）2010年1月5日 19:55 - 22:48 （第7回）2012年9月25日 19:00 - 20:54 （特別編②）2013年3月5日 19:56 - 20:54 | 同時ネット |
| 長野県         | 信越放送（SBC）           | TBS系列 | （第1回）2008年10月21日 19:55 - 21:48 （第2回）2009年7月14日 19:55 - 21:48 （第3回）2010年1月5日 19:55 - 22:48 （第7回）2012年9月25日 19:00 - 20:54 （特別編②）2013年3月5日 19:56 - 20:54 | 同時ネット |
| 新潟県         | 新潟放送（BSN）           | TBS系列 | （第1回）2008年10月21日 19:55 - 21:48 （第2回）2009年7月14日 19:55 - 21:48 （第3回）2010年1月5日 19:55 - 22:48 （第7回）2012年9月25日 19:00 - 20:54 （特別編②）2013年3月5日 19:56 - 20:54 | 同時ネット |
| 静岡県         | 静岡放送（SBS）           | TBS系列 | （第1回）2008年10月21日 19:55 - 21:48 （第2回）2009年7月14日 19:55 - 21:48 （第3回）2010年1月5日 19:55 - 22:48 （第7回）2012年9月25日 19:00 - 20:54 （特別編②）2013年3月5日 19:56 - 20:54 | 同時ネット |
| 中京広域圏     | 中部日本放送（CBC）       | TBS系列 | （第1回）2008年10月21日 19:55 - 21:48 （第2回）2009年7月14日 19:55 - 21:48 （第3回）2010年1月5日 19:55 - 22:48 （第7回）2012年9月25日 19:00 - 20:54 （特別編②）2013年3月5日 19:56 - 20:54 | 同時ネット |
| 富山県         | チューリップテレビ（TUT） | TBS系列 | （第1回）2008年10月21日 19:55 - 21:48 （第2回）2009年7月14日 19:55 - 21:48 （第3回）2010年1月5日 19:55 - 22:48 （第7回）2012年9月25日 19:00 - 20:54 （特別編②）2013年3月5日 19:56 - 20:54 | 同時ネット |
| 石川県         | 北陸放送（MRO）           | TBS系列 | （第1回）2008年10月21日 19:55 - 21:48 （第2回）2009年7月14日 19:55 - 21:48 （第3回）2010年1月5日 19:55 - 22:48 （第7回）2012年9月25日 19:00 - 20:54 （特別編②）2013年3月5日 19:56 - 20:54 | 同時ネット |
| 近畿広域圏     | 毎日放送（MBS）           | TBS系列 | （第1回）2008年10月21日 19:55 - 21:48 （第2回）2009年7月14日 19:55 - 21:48 （第3回）2010年1月5日 19:55 - 22:48 （第7回）2012年9月25日 19:00 - 20:54 （特別編②）2013年3月5日 19:56 - 20:54 | 同時ネット |
| 鳥取県・島根県 | 山陰放送（BSS）           | TBS系列 | （第1回）2008年10月21日 19:55 - 21:48 （第2回）2009年7月14日 19:55 - 21:48 （第3回）2010年1月5日 19:55 - 22:48 （第7回）2012年9月25日 19:00 - 20:54 （特別編②）2013年3月5日 19:56 - 20:54 | 同時ネット |
| 岡山県・香川県 | 山陽放送（RSK）           | TBS系列 | （第1回）2008年10月21日 19:55 - 21:48 （第2回）2009年7月14日 19:55 - 21:48 （第3回）2010年1月5日 19:55 - 22:48 （第7回）2012年9月25日 19:00 - 20:54 （特別編②）2013年3月5日 19:56 - 20:54 | 同時ネット |
| 広島県         | 中国放送（RCC）           | TBS系列 | （第1回）2008年10月21日 19:55 - 21:48 （第2回）2009年7月14日 19:55 - 21:48 （第3回）2010年1月5日 19:55 - 22:48 （第7回）2012年9月25日 19:00 - 20:54 （特別編②）2013年3月5日 19:56 - 20:54 | 同時ネット |
| 山口県         | テレビ山口（tys）         | TBS系列 | （第1回）2008年10月21日 19:55 - 21:48 （第2回）2009年7月14日 19:55 - 21:48 （第3回）2010年1月5日 19:55 - 22:48 （第7回）2012年9月25日 19:00 - 20:54 （特別編②）2013年3月5日 19:56 - 20:54 | 同時ネット |
| 愛媛県         | あいテレビ（ITV）         | TBS系列 | （第1回）2008年10月21日 19:55 - 21:48 （第2回）2009年7月14日 19:55 - 21:48 （第3回）2010年1月5日 19:55 - 22:48 （第7回）2012年9月25日 19:00 - 20:54 （特別編②）2013年3月5日 19:56 - 20:54 | 同時ネット |
| 高知県         | テレビ高知（KUTV）        | TBS系列 | （第1回）2008年10月21日 19:55 - 21:48 （第2回）2009年7月14日 19:55 - 21:48 （第3回）2010年1月5日 19:55 - 22:48 （第7回）2012年9月25日 19:00 - 20:54 （特別編②）2013年3月5日 19:56 - 20:54 | 同時ネット |
| 福岡県         | RKB毎日放送（RKB）        | TBS系列 | （第1回）2008年10月21日 19:55 - 21:48 （第2回）2009年7月14日 19:55 - 21:48 （第3回）2010年1月5日 19:55 - 22:48 （第7回）2012年9月25日 19:00 - 20:54 （特別編②）2013年3月5日 19:56 - 20:54 | 同時ネット |
| 長崎県         | 長崎放送（NBC）           | TBS系列 | （第1回）2008年10月21日 19:55 - 21:48 （第2回）2009年7月14日 19:55 - 21:48 （第3回）2010年1月5日 19:55 - 22:48 （第7回）2012年9月25日 19:00 - 20:54 （特別編②）2013年3月5日 19:56 - 20:54 | 同時ネット |
| 熊本県         | 熊本放送（RKK）           | TBS系列 | （第1回）2008年10月21日 19:55 - 21:48 （第2回）2009年7月14日 19:55 - 21:48 （第3回）2010年1月5日 19:55 - 22:48 （第7回）2012年9月25日 19:00 - 20:54 （特別編②）2013年3月5日 19:56 - 20:54 | 同時ネット |
| 大分県         | 大分放送（OBS）           | TBS系列 | （第1回）2008年10月21日 19:55 - 21:48 （第2回）2009年7月14日 19:55 - 21:48 （第3回）2010年1月5日 19:55 - 22:48 （第7回）2012年9月25日 19:00 - 20:54 （特別編②）2013年3月5日 19:56 - 20:54 | 同時ネット |
| 宮崎県         | 宮崎放送（MRT）           | TBS系列 | （第1回）2008年10月21日 19:55 - 21:48 （第2回）2009年7月14日 19:55 - 21:48 （第3回）2010年1月5日 19:55 - 22:48 （第7回）2012年9月25日 19:00 - 20:54 （特別編②）2013年3月5日 19:56 - 20:54 | 同時ネット |
| 鹿児島県       | 南日本放送（MBC）         | TBS系列 | （第1回）2008年10月21日 19:55 - 21:48 （第2回）2009年7月14日 19:55 - 21:48 （第3回）2010年1月5日 19:55 - 22:48 （第7回）2012年9月25日 19:00 - 20:54 （特別編②）2013年3月5日 19:56 - 20:54 | 同時ネット |
| 沖縄県         | 琉球放送（RBC）           | TBS系列 | （第1回）2008年10月21日 19:55 - 21:48 （第2回）2009年7月14日 19:55 - 21:48 （第3回）2010年1月5日 19:55 - 22:48 （第7回）2012年9月25日 19:00 - 20:54 （特別編②）2013年3月5日 19:56 - 20:54 | 同時ネット |

### 第8回
| 放送対象地域 | 放送局                    | 系列    | 放送日時                    | 遅れ日数   |
| ------------ | ------------------------- | ------- | --------------------------- | ---------- |
| 関東広域圏   | TBSテレビ（TBS）          | TBS系列 | 2013年3月13日 19:00 - 20:54 | 制作局     |
| 北海道       | 北海道放送（HBC）         | TBS系列 | 2013年3月13日 19:00 - 20:54 | 同時ネット |
| 岩手県       | IBC岩手放送（IBC）        | TBS系列 | 2013年3月13日 19:00 - 20:54 | 同時ネット |
| 宮城県       | 東北放送（TBC）           | TBS系列 | 2013年3月13日 19:00 - 20:54 | 同時ネット |
| 山形県       | テレビユー山形（TUY）     | TBS系列 | 2013年3月13日 19:00 - 20:54 | 同時ネット |
| 福島県       | テレビユー福島（TUF）     | TBS系列 | 2013年3月13日 19:00 - 20:54 | 同時ネット |
| 静岡県       | 静岡放送（SBS）           | TBS系列 | 2013年3月13日 19:00 - 20:54 | 同時ネット |
| 中京広域圏   | 中部日本放送（CBC）       | TBS系列 | 2013年3月13日 19:00 - 20:54 | 同時ネット |
| 富山県       | チューリップテレビ（TUT） | TBS系列 | 2013年3月13日 19:00 - 20:54 | 同時ネット |
| 石川県       | 北陸放送（MRO）           | TBS系列 | 2013年3月13日 19:00 - 20:54 | 同時ネット |
| 近畿広域圏   | 毎日放送（MBS）           | TBS系列 | 2013年3月13日 19:00 - 20:54 | 同時ネット |
| 広島県       | 中国放送（RCC）           | TBS系列 | 2013年3月13日 19:00 - 20:54 | 同時ネット |
| 愛媛県       | あいテレビ（ITV）         | TBS系列 | 2013年3月13日 19:00 - 20:54 | 同時ネット |
| 長崎県       | 長崎放送（NBC）           | TBS系列 | 2013年3月13日 19:00 - 20:54 | 同時ネット |
| 沖縄県       | 琉球放送（RBC）           | TBS系列 | 2013年4月11日 14:55 - 16:53 | 29日遅れ   |
| 福岡県       | RKB毎日放送（RKB）        | TBS系列 | 2013年4月13日 14:00 - 15:54 | 31日遅れ   |
| 新潟県       | 新潟放送（BSN）           | TBS系列 | 2013年4月17日 19:00 - 20:54 | 35日遅れ   |
| 鹿児島県     | 南日本放送（MBC）         | TBS系列 | 2013年4月20日 15:00 - 16:54 | 38日遅れ   |
| 長野県       | 信越放送（SBC）           | TBS系列 | 2013年4月21日 15:00 - 16:54 | 39日遅れ   |
| 大分県       | 大分放送（OBS）           | TBS系列 | 2013年4月21日 15:00 - 16:54 | 39日遅れ   |

## スタッフ
第8回時点
- 構成：川野将一、遠藤昇輝、佐藤雄介/倉本美津留
- TM：椙本晃一
- TD：おおやまひろし（大山弘）
- カメラ：滝瀬勝彦
- VE：宮前早智
- AUD：斉藤孝行
- 照明：翁美希子
- 美術プロデューサー：木村文洋
- 美術デザイン：別所晃吉
- 美術進行：横山勇
- マルチ：丸山明道
- 大道具：葛西剛太
- 大道具操作：鈴木康之
- 装飾：高田修司
- アクリル装飾：松本健
- ヘアメイク：三上宏幸、林谷瑞穂、武部千里
- スタイリスト：坂能翠
- 音響効果：金子寛史
- TK：藤井佑季
- CG：荻野崇、パークグラフィックス
- EED：鴨狩英仁
- MA：川村亜紀
- リサーチ：ワイズプロジェクト
- 制作協力：ソケット
- 協力：テクノマックス、フジアール、バイオエステBTB、エルセーヌ、スリムビューティハウス、RENAISSANCE、所プラス
- 医療監修：ハラダ・クリニック
- 編成：藤原麻知
- 企画監修：神崎茂
- AP：柳橋弘紀、正岡なおみ
- ディレクター：鈴木克彰、長山孝太郎、蓑茂健太郎、鴇田一樹、菅井秀一
- 演出：北山友亮
- プロデューサー：石田優子、櫻井雄一
- 製作：共同テレビジョン、TBS

### 過去のスタッフ
- 構成：池上奈々（第6回）
- VE：佐久間元貴（第5回）
- AUD：下田由紀（第5回）、坂本由貴見（第6回）
- 大道具：大野寿子（第6回）
- 編集：伊藤次郎（第5回）、落合英之（第6回）
- EED：阿部こーいち（第5回）、よしだ裕二（第6回）
- MA：林壮樹（第5回）、中村豪仁（第6回）
- 協力：TMCレモンスタジオ（第5回）、伊勢丹写真室（第5回）
- 編成：片山剛（第1〜6回）
- 演出：市島晃生（第1〜6回）